# Renārs Kaupers
Renars Kaupers (Jelgava, 1 de septiembre de 1974) es un cantante de pop/rock, instrumentista,  compositor y actor letón, vocalista del grupo Prāta Vētra (conocido internacionalmente como Brainstorm).

## Trayectoria
Kaupers se licenció en Periodismo por la Universidad de Letonia en 1996. Habla con fluidez al menos tres idiomas: inglés, letón y ruso. 
Los antepasados de Kaupers fueron probablemente el barón Friedrich von Stuart de Courland (1761-1842) y la sobrina de Immanuel Kant, Henrietta Kant.
Es el vocalista del grupo letón de pop/rock Brainstorm, que quedó tercero en el Festival de Eurovisión 2000 con su canción «My Star». En 2001, Renārs recibió el Premio Letón de Cine como mejor actor por su papel de Juziks en la película Vecās pagastmājas mistērija (El misterio de la vieja casa parroquial).
Fue presentador del Festival de Eurovisión 2003 en Riga (Letonia) con Marija Naumova (nombre artístico de Marie N), y también presentó el concierto Congratulations, 50 aniversario de Eurovisión en Copenhague (Dinamarca), con Katrina Leskanich.
Renars está casado con Agnese y tienen dos hijos gemelos llamados Edgars y Emils. Los hijos de Kaupers, Edgars y Emīls, dirigen el grupo de indie-pop Carnival Youth.

## Premios y reconocimientos
2005 Orden de Quinta Clase de la Estrella Blanca de la República de Estonia.
2008 Cuarta Orden de las Tres Estrellas de la República de Letonia.

## Filmografía

### Actor
1. Erik Kivisüda (alias Erik Stoneheart, 2022) como Versac (Estonia)
2. Georg (2007) como Caesar (Estonia)
3. Vecās pagastmājas mistērija (aka The Mystery of the Old Parish House, 2000) como Juziks (Letonia)

### Banda sonora
1. Premiya Muz-TV 2008 (2008) (TV) (música: «Thunder Without Rain») (letra: «Trueno sin lluvia») ... aka Премия Муз-ТВ 2008 (Rusia) ... aka The Muz-TV Music Awards 2008 (Internacional: título en inglés: título informal)

### Auto
1. Premiya Muz-TV 2008 (2008) (TV) (como Brainstorm) .... Himself ... aka Премия Муз-ТВ 2008 (Rusia) ... aka The Muz-TV Music Awards 2008 (Internacional: título en español: título informal)
2. Congratulations: 50 years of the Eurovision Song Contest(2005) (TV) .... Él mismo - Presentador
3. Eirodziesma (2005) (TV) .... Invitado especial
4. The Eurovision Song Contest (2003) (TV) .... Anfitrión
5. Eurolaul (2003) (TV) .... Miembro del jurado
6. El Concurso de la Canción de Eurovisión (2001) (TV) .... Presentador del voto letón
7. Eirodziesma (2000) (TV) .... Él mismo
8. The Eurovision Song Contest (2000) (TV) (como Brainstorm) .... Participación letona (3er puesto)